# Rockingham County, North Carolina
Rockingham County är ett administrativt område i delstaten North Carolina, USA, med 93 643 invånare. Den administrativa huvudorten (county seat) är Wentworth. 

## Geografi
Enligt United States Census Bureau har countyt en total area på 1 481 km². 1 465 km² av den arean är land och 16 km² är vatten. 

### Angränsande countyn
- Pittsylvania County, Virginia - nordost
- Caswell County - öster
- Alamance County - sydost
- Guilford County - söder
- Forsyth County - sydväst
- Stokes County - väster
- Henry County, Virginia - nordväst

### Städer och samhällen
- Eden
- Madison
- Mayodan
- Reidsville
- Stoneville
- Wentworth (huvudort)